# Braye-sur-Maulne
Braye-sur-Maulne település Franciaországban, Indre-et-Loire megyében. Lakosainak száma 201 fő (2022. január 1.). Braye-sur-Maulne Lublé, Marcilly-sur-Maulne és Villiers-au-Bouin községekkel határos.

## Népesség
A település népességének változása:
| Lakosok száma | 258  | 187  | 197  | 221  | 203  | 178  | 172  | 189  | 198  | 201  |
|               | 1968 | 1982 | 1990 | 2006 | 2013 | 2015 | 2017 | 2019 | 2020 | 2022 |